# نيكيتا بابلو
نيكيتا بابلو (بالإنجليزية: Nikita Pablo)‏ هي سباحة متزامنة أسترالية، ولدت في 8 يناير 1995.

## وصلات خارجية
- نيكيتا بابلو على موقع الاتحاد الدولي للسباحة (الإنجليزية)
- نيكيتا بابلو على موقع اللجنة الأولمبية الدولية (الإنجليزية)
- نيكيتا بابلو على موقع أوليمبيديا (الإنجليزية)
- نيكيتا بابلو على موقع اللجنة الأولمبية الأسترالية (الإنجليزية)